# Albert Xavery

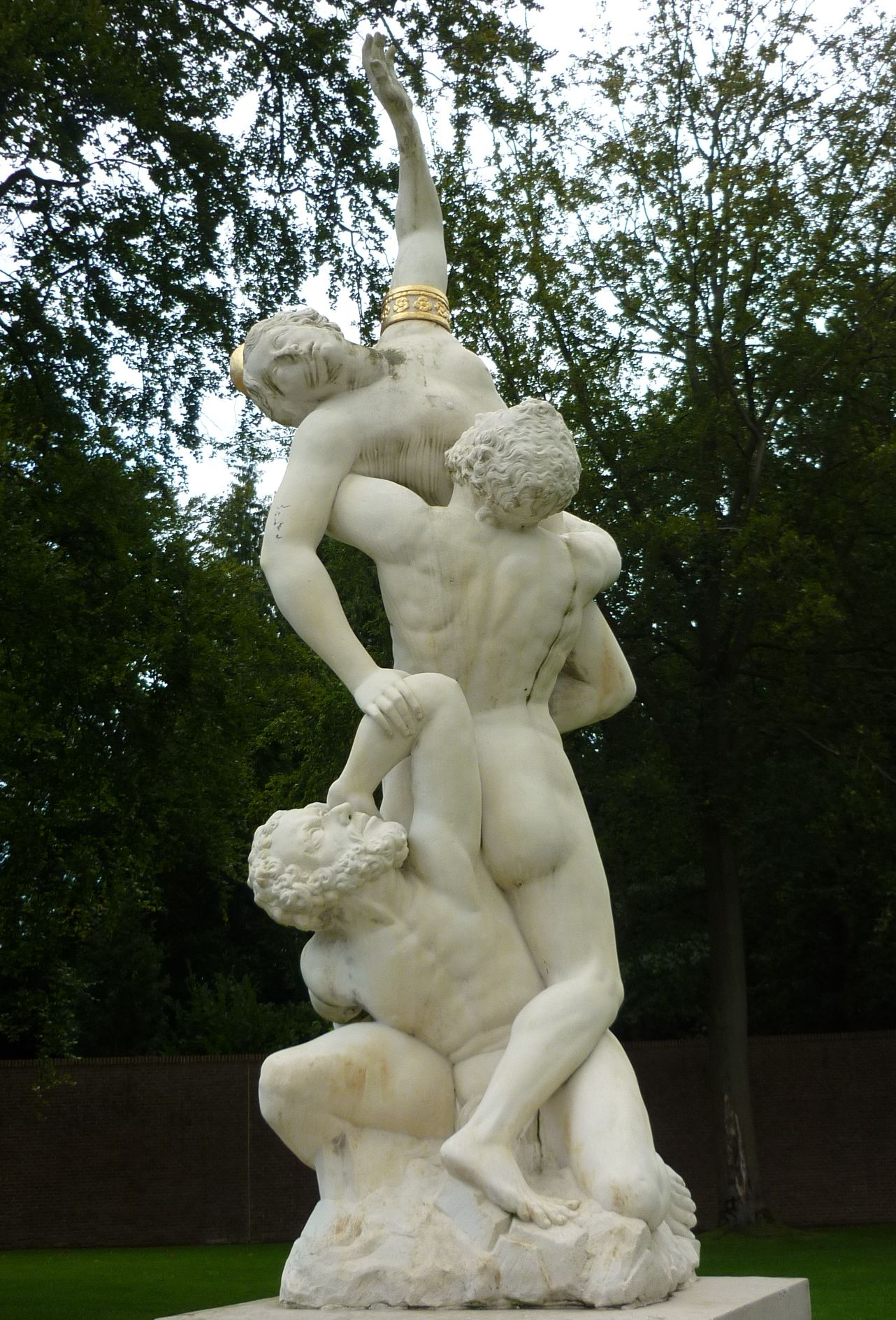
Secuestro de una mujer sabina

Albert Xavery, Albert Saverij o Albertus Xavery ( Amberes, bautizado el 26 de febrero de 1664 - Amberes, c. 1728) fue un escultor flamenco activo principalmente en Amberes.  Produjo principalmente estatuas de figuras mitológicas, algunas de ellas a gran escala, hechas para ser expuestas en lujosas residencias o en jardines. Al igual que otros escultores de Amberes, exportó muchas de sus obras a la República Holandesa, donde entre sus mecenas se encontraban miembros de la Casa de Nassau. 

## Vida
Xavery era hijo del escultor de Amberes Hieronimus Savery (1639-1724) y de Anna Tournois Su tío era el escultor Pieter Xavery, que más tarde trabajó en la República Holandesa. Se casó con Catharina Maria Herry (Herri) en 1687. De este matrimonio nacieron Juan Bautista y Gerardo Josefo. Jan Baptist se convirtió en un destacado escultor de la República Holandesa, mientras que Jan Baptist fue pintor y grabador.  Ambos hermanos trabajaron la mayor parte de su vida en La Haya.   Xavery fue admitido como wijnmeester'' (hijo de un maestro) en el Gremio de San Lucas de Amberes en el año 1685-1686. 

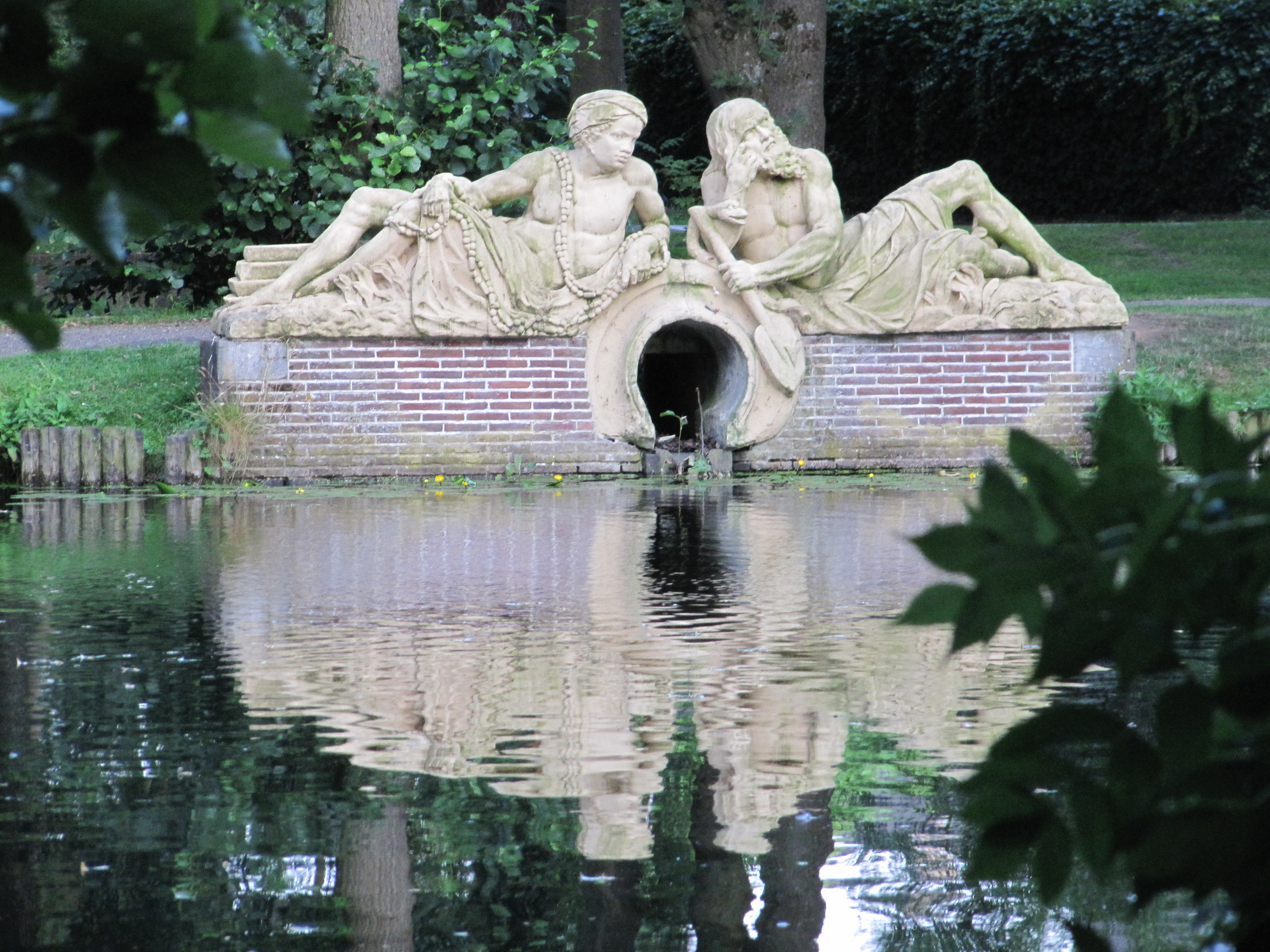
Europa y África, Slot Zeist

Los registros contemporáneos muestran que tuvo una estrecha relación de trabajo con otros escultores de Amberes como Michiel van der Voort el Viejo, Alexander van Papenhoven y Jan Claudius de Cock.  Alexander van Papenhoven y Jan Claudius de Cock formaban parte de un grupo de escultores que se forjaron una carrera internacional desde Amberes, principalmente trabajando por encargo para mecenas de la República Holandesa. La República Holandesa contaba con pocos escultores nacionales de calidad y, desde mediados del siglo XVII, recurría a artistas flamencos para suministrar estatuas y decoraciones arquitectónicas a la burguesía y la nobleza adineradas. Esta tendencia comenzó con el escultor flamenco Artus Quellinus el Viejo, que a partir de 1650 trabajó durante 15 años en el nuevo ayuntamiento de Ámsterdam. Este edificio y los numerosos escultores flamencos que se unieron a Quellinus para trabajar en este proyecto ejercieron una importante influencia en la escultura barroca holandesa. Entre ellos se encuentran Rombout Verhulst, Jan Claudius de Cock, Pieter Xavery, Bartholomeus Eggers y Francis van Bossuit. Se sabe que Xavery produjo estatuas de jardín para mecenas de la República Holandesa. También vendió a Inglaterra algunas urnas de gran tamaño realizadas para Wanstead House
Fue profesor de su hijo Jan-Baptist, así como de Jan Huseel, Guillielmus van den Bosch, Daniel Loos, Pedro Misorte, Theodor Franchis d'Uzaine y Joannes de Wyse.  Esto indica que fue un taller muy activo.

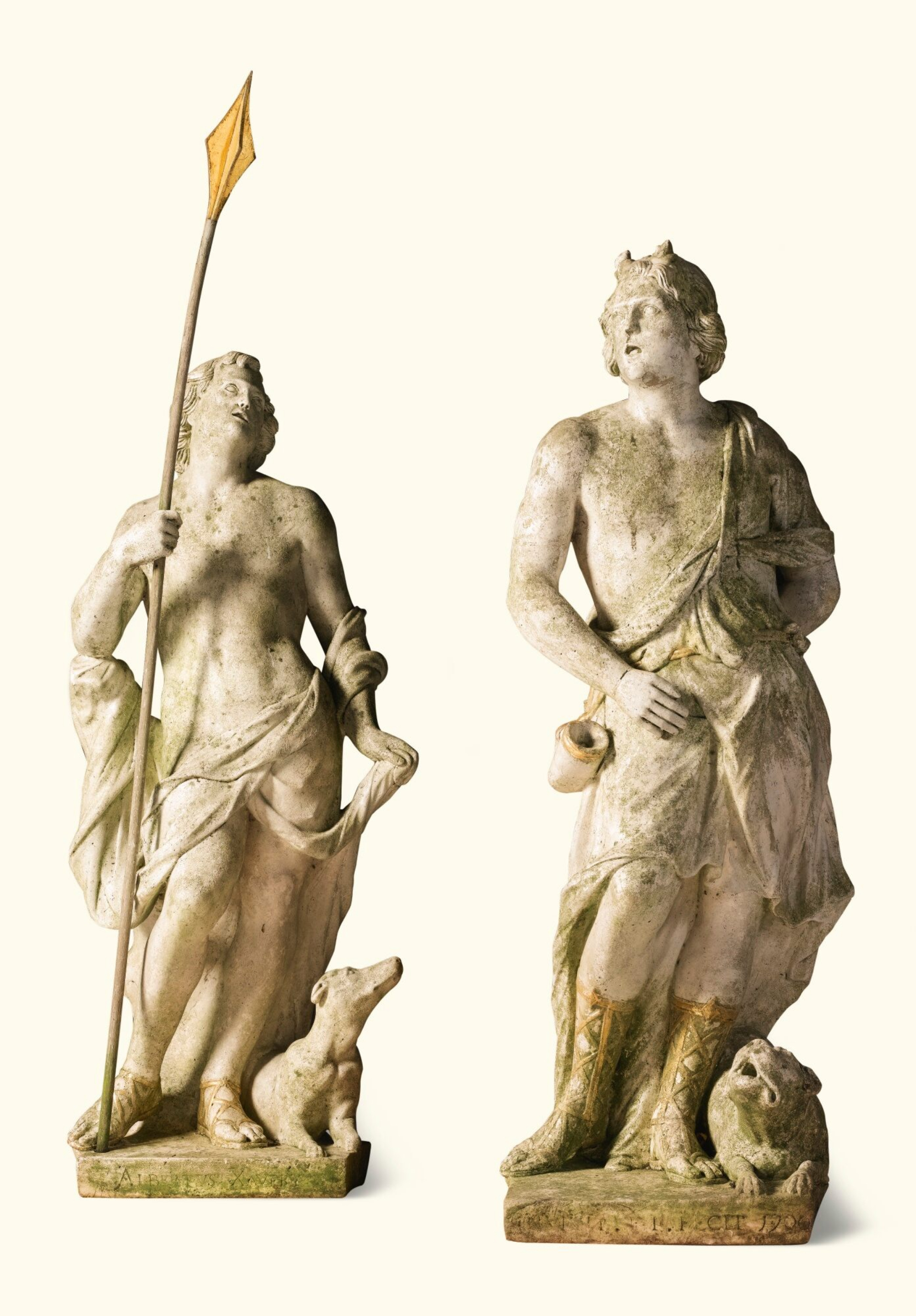
Acteón y Endimión

No está claro cuándo ni dónde falleció, pero se cree que murió en Amberes hacia 1728.Su hijo Jan Baptist publicó en septiembre de 1734 un anuncio de venta de obras de su padre y de otros escultores activos en la República Holandesa. 

## Obra
La obra de Xavery no es muy conocida. Xavery fue un prolífico fabricante de ornamentos de jardín y estatuas, muchas de las cuales se exportaron a la República Holandesa. El arte holandés de jardín floreció en la primera mitad del siglo XVIII. Estas obras de arte no se consideraban objetos independientes, sino parte de un proyecto decorativo más amplio que fusionaba la vegetación y los ornamentos de jardín en una composición armoniosa, a menudo basada en un programa decorativo bien pensado o en una visión específica del mundo. 
Xavery realizó la estatua de mármol del Rapto de una Sabina (1696), inspirada en la obra del escultor flamenco del siglo XVI Giambologna (1574-82, Loggia dei Lanzi ). La obra, firmada por Albertus Xaveri, se encuentra en el jardín del palacio Het Loo desde 1980. Su emplazamiento original era el jardín del Paleis Noordeinde, del que había sido trasladada en 1974 al Huis ten Bosch en La Haya. En la Casa Bartolotti en Herengracht en Ámsterdam hay dos estatuas de jardín atribuidas a Xavery. Después de que Willem Adriaan van Nassau comprara el señorío de Zeist en 1677 e hiciera construir el castillo de Zeist, Albert Xavery realizó dos grupos escultóricos para el jardín con representaciones alegóricas de los continentes Europa y África y Asia y América. El grupo escultórico Europa y África se ha conservado y está protegido como monumento nacional, el grupo Asia y América ya no existe. Sus obras conocidas suelen representar figuras mitológicas o alegóricas. 